# Meriden (Illinois)
Pour les articles homonymes, voir Meriden.
Meriden est une communauté incorporée du comté de LaSalle dans l'Illinois.

## Géographie
Meriden est situé à l'est de la ville de Mendota et est à l'intérieur du Township de Meriden.

## Services
Les seules routes pavées dans la communauté sont la East 7th Street, qui traverse la communauté du nord au sud, et la North 44th Street, qui croise en T la East 7th Street au sud de la communauté. La U.S. Route 34 se situe à environ 200 mètres de la communauté.